# والت كون (لاعب كرة قاعدة)
والت كون (بالإنجليزية: Walt Kuhn)‏ هو لاعب كرة قاعدة أمريكي، ولد في 2 فبراير 1887 في فريسنو في الولايات المتحدة، وتوفي بنفس المكان في 14 يونيو 1935.

## وصلات خارجية
- والت كون على موقعبيزبول رفرنس.كوم (الدوري الرئيسي) (الإنجليزية)
- والت كون على موقعبيزبول رفرنس.كوم (الدوري الثانوي) (الإنجليزية)